# Aethes shakibai
Aethes shakibai là một loài bướm đêm thuộc họ Tortricidae. Nó là loài duy nhất được tìm thấy ở bán đảo Miankaleh tại Biển Caspi ở miền bắc Iran. Loài được khám phá năm 2001 và được mô tả năm 2004. Nó được đặt tên cho Ing. Mahmood Shakiba từ Iran.
Chiều dài cánh trước là 4,5-4,8 mm và sải cánh là 9,9-10,6 mm.